# Nowa Synagoga w Brańsku
Nowa Synagoga w Brańsku – nieistniejąca synagoga, która znajdowała się w Brańsku przy ulicy Senatorskiej.
Synagoga została zbudowana w 1832 roku naprzeciwko starej synagogi. W 1894 roku została gruntownie przebudowana. Podczas II wojny światowej, po wkroczeniu wojsk niemieckich do miasta w 1941 roku synagoga została zdewastowana. Po likwidacji getta została ostatecznie rozebrana.